# Oskar Steiner
Oskar Natanael Steiner, född 3 juli 1881 i Kungsholms församling i Stockholm, död 7 januari 1953 i Hedvig Eleonora församling, var en svensk målare och tecknare.
Han var son till Frans Oskar Svensson och Carolina Larsdotter samt i sitt andra äktenskap gift 1941 med Elsa Amalia Zetterqvist. Steiner studerade vid Wilhelmsons målarskola och medverkade efter studierna som tecknare i skämttidningarna Kasper och Söndags-Nisse. Tillsammans med Håkan Karlson och Pelle Nilsson ställde han ut på ÅetÅ-Centralen i Stockholm 1948 och han medverkade i flera samlingsutställningar i Solna och Stockholm. Hans konst består av porträtt, stilleben, interiörer och landskapsmotiv.